# Sistema invariant en el temps

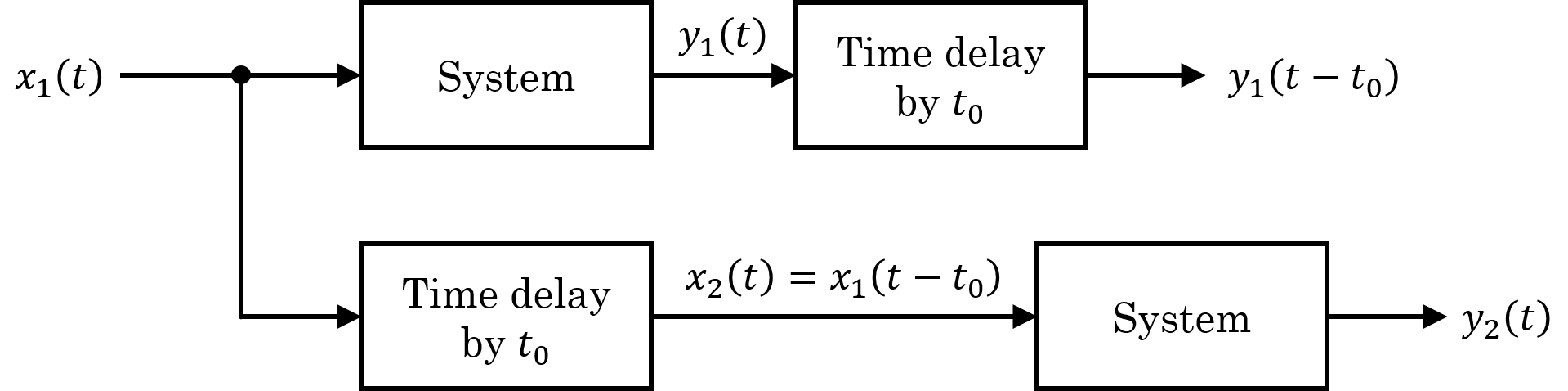
Diagrama de blocs que il·lustra la invariància temporal per a un sistema determinista de temps continu d'entrada única i sortida. El sistema és invariant en el temps si i només si y2(t) = y1(t – t0) per a tot el temps t, per a tota constant real t0 i per a tota entrada x1(t). Feu clic a la imatge per ampliar-la.

En la teoria del control, un sistema invariant en el temps (amb acrònim anglès TI) té una funció de sistema dependent del temps que no és una funció directa del temps. Aquests sistemes es consideren una classe de sistemes en el camp de l'anàlisi de sistemes. La funció del sistema dependent del temps és una funció de la funció d'entrada dependent del temps. Si aquesta funció depèn només indirectament del domini del temps (a través de la funció d'entrada, per exemple), aquest és un sistema que es consideraria invariant en el temps. Per contra, qualsevol dependència directa del domini temporal de la funció del sistema es podria considerar com un "sistema variable en el temps".
Matemàticament parlant, la "invariància temporal" d'un sistema és la propietat següent: :p. 50
{\displaystyle y(t)=f(x(t),t)=f(x(t)).}
Per demostrar com determinar si un sistema és invariant en el temps, considereu els dos sistemes:
- Sistema A: {\displaystyle y(t)=tx(t)}
- Sistema B: {\displaystyle y(t)=10x(t)}

Des de la funció del sistema {\displaystyle y(t)} per al sistema A depèn explícitament de t fora de {\displaystyle x(t)}, no és invariant en el temps perquè la dependència del temps no és una funció explícita de la funció d'entrada.
En canvi, la dependència temporal del sistema B és només una funció de l'entrada variable en el temps {\displaystyle x(t)}. Això fa que el sistema B sigui invariant en el temps.
L'exemple formal següent mostra amb més detall que mentre que el sistema B és un sistema invariant de desplaçament en funció del temps, t, el sistema A no ho és.